# Želče
Želče – wieś w Słowenii, w gminie Vojnik. W 2018 roku liczyła 46 mieszkańców.